# Anna Dierckx
Anna Dierckx is een personage in de VTM-televisieserie Familie. Het personage wordt gespeeld door Annie Geeraerts en is sinds de eerste aflevering in 1991 te zien.

## Overzicht
Anna is de bomma van de familie Van den Bossche. Al sinds het begin van de serie ontfermt ze zich over haar kinderen, kleinkinderen, achterkleinkinderen en inmiddels ook haar achterachterkleinkinderen.
Ze was getrouwd met Pierre Van den Bossche en ze kreeg vier kinderen met hem. Guido Van den Bossche, Jan Van den Bossche, Rita Van den Bossche en Marleen Van den Bossche. Spijtig genoeg heeft ze van Guido en Marleen afscheid moeten nemen en ook haar man is vroeg gestorven. Ze heeft ook een broer, Walter Dierckx die gestorven is aan aids.
Na de dood van haar man ontmoette ze Albert Thielens met wie ze opnieuw in het huwelijksbootje treedt. Anna en Albert verblijven samen in een woonzorgcentrum. 
Ze wordt gezien als een koppig persoon die zich steeds bemoeit met haar familieleden. Ze doet dit alleen maar omdat ze bezorgd is om iedereen en omdat haar familie al veel tegenslagen gekend heeft. De bemoeizucht van Anna loopt zelfs uit de hand wanneer ze fel te keer gaat tegen Hannah, Bart & Trudy over de abortus van Hannah. Zo erg zelfs dat ze Victor de schuld geeft omdat hij haar moest tegenhouden. Maar dat pikt Veronique niet en ze zet de bomma op haar plaats. Anna wil niet meer logeren bij Marie Rose & Veronique, pakt haar koffers en komt onverwachts logeren bij Jan & Linda. Maar dat ziet Linda dan weer niet zitten, omdat ze vindt dat deze keer de bomma te ver is gegaan. Zelfs Albert vindt dat Anna nu heeft overdreven. Een paar maanden daarna vertrekt Hannah naar een klooster. Eerst probeert Trudy haar uit het klooster te krijgen. Dit lukt echter niet en Bart en Trudy zijn genoodzaakt de bomma te hulp te vragen. Deze weigert eerst, maar wordt er door Albert toe verplicht en ziet daarna toch haar fout in. Ze krijgt Hannah uit het klooster.
Wanneer Anna en Albert naar een dansavond gaan wordt Anna jaloers wanneer Albert dans met een andere vrouw. Dit leidt tot een hevige ruzie en beiden zijn overtuigd om te scheiden. Dankzij de hulp van Jan, Rita & Marie-Rose komen Anna & Albert weer bij elkaar.
In februari 2013 wordt Anna ziek. Wanneer Albert niet thuis is beslist Anna om zelf een spinnenweb weg te doen. Maar ze valt van een ladder. Enkele dagen later moet ze onder het mes.
In mei 2014 loopt het opnieuw mis met Anna. Tijdens het lentefeest van haar achterkleinzoon Jelle lijkt Anna niet goed in haar vel te zitten en toont ze zich erg verward. Wanneer Anna een speech wil houden, begint ze plots te mompelen: "Niet alle Van den Bossches..." waarna ze in elkaar zakt. Anna blijkt een zware hersenbloeding gehad te hebben en ze wordt in een kunstmatige coma gehouden. De vooruitzichten zijn zeer slecht; Anna ademt niet meer zelfstandig. Ook wanneer men probeert om haar van de ademhalingsmachine los te koppelen, wil ze nog steeds niet zelfstandig ademen. Uiteindelijk besluiten de dokters een laatste poging te ondernemen om Anna van de machine los te koppelen. De familie krijgt te horen dat ze zich op het ergste moeten voorbereiden. Anna ademt zelfstandig, maar ze ontwaakt niet uit haar coma. De dokters laten zich voorzichtig ontvallen de behandeling stop te willen zetten en Anna te laten sterven. Tot groot protest van haar zoon Jan. Ondertussen is Rita benieuwd welk geheim haar moeder wou vertellen op het feest van Jelle. Zij vermoedt dat een van de Van den Bossches géén Van den Bossche is.
Anna heeft 4 kinderen (waarvan 2 overleden), 14 kleinkinderen (waarvan 6 overleden), 12 achterkleinkinderen (waarvan 4 overleden) en 3 achterachterkleinkinderen (waarvan 2 overleden).

## Trivia
- In 2008 werd door de nieuwe makers van 'Familie' beslist om Anna uit de reeks te schrijven. Deze beslissing stuitte op hevig protest van de fans van de serie. Vervolgens werd beslist het personage Anna minder te laten opduiken. Vanaf 2012 is het personage toch weer zeer regelmatig te zien.
- Annie Geeraerts is samen met haar tegenspeler Ray Verhaeghe het oudste soapkoppel ter wereld.